# Yousef Aymen
Yousef Aymen Hafez Farahat (in arabo يوسف أيمن‎?; 21 marzo 1999) è un calciatore qatariota, difensore dell'Al-Duhail e della Nazionale qatariota.

## Carriera

### Club
Cresciuto nell'Aspire Academy, ha iniziato a giocare a livello professionistico nel Lekhwiya, dove ha debuttato il 28 ottobre 2016 contro l'Al-Arabi in Qatar Stars League. Il 9 gennaio 2018 è stato ceduto in prestito fino al termine dell'anno ai belgi dell'Eupen dove ha giocato solamente nelle formazioni giovanili.
Rientrato in Qatar è stato ceduto in prestito al Qatar SC nel 2019, all'Al-Sailiya nel 2020 e nuovamente al Qatar SC per la seconda metà della stagione 2020-2021 e tutta la stagione successiva.
Nel 2022 è stato confermato in rosa dall'Al-Duhail ed il 16 agosto 2022 ha segnato la sua prima rete in carriera, nella vittoria per 2-1 contro l'Al-Rayyan.

### Nazionale
Nel 2018 ha preso parte con la Nazionale Under-19 del Qatar al campionato asiatico di categoria, dove è arrivato fino alla semifinale. L'anno seguente con l'Under-20 ha disputato il campionato mondiale, terminando però ultimo nella fase a gironi.
Il 10 maggio 2023 è stato incluso nella lista preliminare dei convocati per la CONCACAF Gold Cup 2023 ed il 15 giugno seguente ha debuttato nell'amichevole vinta 2-1 contro la Giamaica. Quattro giorni più tardi è stato confermato nella lista definitiva.

## Statistiche

### Presenze e reti nei club
Statistiche aggiornate al 3 luglio 2023.
| Stagione         | Squadra          | Campionato       | Campionato | Campionato | Coppe nazionali | Coppe nazionali | Coppe nazionali | Coppe continentali | Coppe continentali | Coppe continentali | Altre coppe | Altre coppe | Altre coppe | Totale | Totale |
| Stagione         | Squadra          | Comp             | Pres       | Reti       | Comp            | Pres            | Reti            | Comp               | Pres               | Reti               | Comp        | Pres        | Reti        | Pres   | Reti   |
| ---------------- | ---------------- | ---------------- | ---------- | ---------- | --------------- | --------------- | --------------- | ------------------ | ------------------ | ------------------ | ----------- | ----------- | ----------- | ------ | ------ |
| 2016-2017        | Lekhwiya         | QSL              | 2          | 0          | QSC+EQC         | 0               | 0               | -                  | -                  | -                  | -           | -           | -           | 2      | 0      |
| 2018-2019        | Qatar SC         | QSL              | 3+1        | 0          | QSC+EQC         | 0               | 0               |                    | -                  | -                  |             | -           | -           | 4      | 0      |
| 2019-gen. 2020   | Qatar SC         | QSL              | 5          | 0          | QSC+EQC         | 0               | 0               |                    | -                  | -                  |             | -           | -           | 5      | 0      |
| ago.-ott. 2020   | Al-Sailiya       | QSL              | 0          | 0          | QSC+EQC         | 0               | 0               |                    | -                  | -                  |             | -           | -           | 0      | 0      |
| ott. 2020        | Al-Duhail        | QSL              | 0          | 0          | QSC+EQC         | 2+0             | 0               |                    | -                  | -                  |             | -           | -           | 2      | 0      |
| ott. 2020-2021   | Qatar SC         | QSL              | 12         | 0          | QSC+EQC         | 1+1             | 0               |                    | -                  | -                  |             | -           | -           | 14     | 0      |
| set. 2021        | Al-Duhail        | QSL              | 1          | 0          | QSC+EQC         | 0               | 0               |                    | -                  | -                  |             | -           | -           | 1      | 0      |
| 2021-2022        | Qatar SC         | QSL              | 12         | 0          | QSC+EQC         | 2+1             | 0               |                    | -                  | -                  |             | -           | -           | 15     | 0      |
| Totale Qatar SC  | Totale Qatar SC  | Totale Qatar SC  | 33         | 0          |                 | 5               | 0               |                    | -                  | -                  |             | -           | -           | 38     | 0      |
| 2022-2023        | Al-Duhail        | QSL              | 19         | 2          | CQ+QSC+EQC      | 2+2+0           | 0               | ACL                | 3                  | 0                  |             | -           | -           | 26     | 2      |
| 2023-2024        | Al-Duhail        | QSL              | 5          | 0          | CQ+QSC+EQC      | 0+0+0           | 0               | ACL                | 3                  | 0                  |             | -           | -           | 8      | 0      |
| Totale Al Duhail | Totale Al Duhail | Totale Al Duhail | 27         | 2          |                 | 6               | 0               |                    | 6                  | 0                  |             | -           | -           | 39     | 2      |
| Totale carriera  | Totale carriera  | Totale carriera  | 60         | 2          |                 | 11              | 0               |                    | 6                  | 0                  |             | -           | -           | 77     | 2      |

### Cronologia presenze e reti in nazionale
| Cronologia completa delle presenze e delle reti in nazionale ― Qatar | Cronologia completa delle presenze e delle reti in nazionale ― Qatar | Cronologia completa delle presenze e delle reti in nazionale ― Qatar | Cronologia completa delle presenze e delle reti in nazionale ― Qatar | Cronologia completa delle presenze e delle reti in nazionale ― Qatar | Cronologia completa delle presenze e delle reti in nazionale ― Qatar | Cronologia completa delle presenze e delle reti in nazionale ― Qatar | Cronologia completa delle presenze e delle reti in nazionale ― Qatar |
| Data                                                                 | Città                                                                | In casa                                                              | Risultato                                                            | Ospiti                                                               | Competizione                                                         | Reti                                                                 | Note                                                                 |
| -------------------------------------------------------------------- | -------------------------------------------------------------------- | -------------------------------------------------------------------- | -------------------------------------------------------------------- | -------------------------------------------------------------------- | -------------------------------------------------------------------- | -------------------------------------------------------------------- | -------------------------------------------------------------------- |
| 15-6-2023                                                            | Ritzing                                                              | Giamaica                                                             | 1 – 2                                                                | Qatar                                                                | Amichevole                                                           | -                                                                    | 70’                                                                  |
| 19-6-2023                                                            | Ritzing                                                              | Qatar                                                                | 0 – 1                                                                | Nuova Zelanda                                                        | Amichevole                                                           | -                                                                    |                                                                      |
| 26-6-2023                                                            | Houston                                                              | Haiti                                                                | 2 – 1                                                                | Qatar                                                                | Gold Cup 2023 - 1º turno                                             | -                                                                    | 98’                                                                  |
| 3-7-2023                                                             | Santa Clara                                                          | Messico                                                              | 0 – 1                                                                | Qatar                                                                | Gold Cup 2023 - 1º turno                                             | -                                                                    | 54’                                                                  |
| 8-7-2023                                                             | Arlington                                                            | Panama                                                               | 4 – 0                                                                | Qatar                                                                | Gold Cup 2023 - Quarti di finale                                     | -                                                                    |                                                                      |
| 7-9-2023                                                             | Al Wakrah                                                            | Qatar                                                                | 1 – 2                                                                | Kenya                                                                | Amichevole                                                           | -                                                                    | 63’                                                                  |
| 16-11-2023                                                           | Doha                                                                 | Qatar                                                                | 8 – 1                                                                | Afghanistan                                                          | Qual. Mondiali 2026                                                  | -                                                                    |                                                                      |
| 11-6-2024                                                            | Al Rayyan                                                            | Qatar                                                                | 2 – 1                                                                | India                                                                | Qual. Mondiali 2026                                                  | 1                                                                    |                                                                      |
| Totale                                                               |                                                                      | Presenze                                                             | 8                                                                    |                                                                      | Reti                                                                 | 1                                                                    |                                                                      |

## Palmarès

### Club

#### Competizioni nazionali
- Campionato qatariota: 2

Al Duhail: 2016-2017, 2022-2023
- Sheikh Jassem Cup: 1

Lekhwiya: 2016
- Coppa delle Stelle del Qatar: 1

Al Duhail: 2022-2023
- Coppa del Qatar: 1

Al Duhail: 2023
- Supercoppa d'Egitto: 1

Al-Ahly: 2024